# Paměti
Paměti, cizím slovem memoáry, dříve memoiry (francouzsky vzpomínky), je literární žánr blízký autobiografii, se kterou se někdy ztotožňuje, ve kterém autor (většinou ich-formou, tedy vyprávěním v první osobě) líčí důležité události svého života, prostředí, v němž pobýval, osoby, s nimiž se stýkal.
Rozsah pamětí může být různý, stylizovány jsou většinou jako vyprávění o minulosti, vzpomínání autora. Paměti většinou píší významné osoby, politici, vojevůdci či literáti, ne však vždy (paměti důležitých osobností bývají většinou historickým záznamem, paměti méně významných lidí bývají zajímavým svědectvím o dobových reáliích), obvykle ve stáří, velmi často se soustřeďují pouze na konkrétní úsek autorova života (například paměti Charlese de Gaulla, zaměřené prakticky výhradně na druhou světovou válku či hojné paměti československých legionářů z první světové války, také se soustřeďující prakticky výhradně na toto období). Jedná se většinou o důležité historické dokumenty, méně už o literární díla. Od autobiografie se liší většinou menší komplexností.
Časté jsou též stylizované paměti, tedy literární dílo, pojaté jako paměti fiktivní osoby.

## Pojem
Výraz „memoáry“ má svůj etymologický základ ve francouzském slově mémoire, které lze – i s ohledem na latinskou předlohu memoria – přeložit jako „paměť“. V současných výkladech slova „memoáry“ je paměť chápána především jako duševní schopnost jedince uchovávat a vybavovat si vzpomínky na minulost. Pod pojmem „memoáry“ se pak rozumí text, ve kterém jsou zachyceny autorovy vzpomínky na prožité události a kde autor vystupuje jako přímý účastník nebo svědek těchto událostí. Slovo paměť však zahrnuje i jiné významy, do jisté míry odlišné od uvedeného denotátu. Paměť lze totiž chápat nejen jako individuální vlastnost, ale také jako kolektivní historické vědomí. V tomto pojetí znamenají jednotlivé paměti historické události, fakta předávaná prostřednictvím „historické paměti“. V literárněvědné terminologii jsou pak tímto pojmem označeny texty, které zachycují minulé děje a příběhy uchovávané místní tradicí. Jedná se přitom často o události, na které se autor textu sám nepamatuje. K pamětím tohoto typu patří například Staré paměti kutnohorské. Sémantický potenciál slova „mémoir“ obsahuje také význam „paměť-památka“. Rovněž tato konotace souvisí s memoárovou literaturou. Memoárový text je totiž chápán nejen jako ohlédnutí za minulostí, ale v některých případech i jako „památka“, odkaz budoucím generacím. V tomto smyslu je danou „pamětí“ samotný memoárový text. Výklad tohoto významu může přitom mít dvojí, protikladný ráz. Ve smyslu „památka-památník“ se rozumí pod pojmem „paměti“ dílo vysoké literární hodnoty, literární pomník. Na druhé straně dílčí význam „památka-doklad“ se staví proti literárnosti memoárového díla a naznačuje, že text je pouhou sbírkou dokladového materiálu. Dříve byl tento výklad velmi rozšířen, slovem „memoáry“ se pojmenovávaly texty čistě věcného obsahu (zápisky, koncepty, informativní přehledy, apod.), jejichž autoři si nekladli vyšší umělecké nároky.
Současná literární věda používá termín „memoáry“ ve dvou významech. V užším smyslu jím označuje jednu z forem memoárové literatury, tzv. „paměti“, v širším smyslu se tento výraz používá jako synonymum pro označení „memoárová literatura“.

## Žánrová charakteristika
Memoáry bývají většinou definovány ve srovnání s autobiografií. Hlavní rozdíl mezi memoáry a autobiografií je hledán v jejich tematickém zaměření. Jako memoáry jsou označovány texty, které pojednávají o různých skutečnostech v časoprostoru autorova života, jako autobiografie texty zachycující události, které přímo zasáhly do vývoje utváření osobnosti autora. Tyto tematické sféry se ovšem do jisté míry překrývají, často bývá tedy nesnadné určit, jsou-li dané události více „memoárové“ nebo „autobiografické“.
Obsah memoárů není zpravidla úzce vázán k jednomu ústřednímu tématu jako u autobiografie. Často se skládá z drobných epizod, popisů, charakteristik zajímavých osob, anekdot, které jsou spojeny pouze postavou vypravěče. Tato tematická disparátnost se většinou projevuje i v rovině textové výstavby (tematické členění textu, digrese, různé odkazy a metatextové poznámky apod.). Někteří badatelé hledají v tomto specifickém utváření textu pamětí jeden z konstitutivních rysů žánru.
Povaha zobrazovaných skutečností je v memoárech ovlivňována rozmanitými stylotvornými faktory. Velkou roli zde hraje společenské postavení autora. Významné osobnosti společenského života mohou ve svých pamětech zachycovat události celospolečenského významu a pojednávat o jiných známých osobnostech. Příslušníci nižších vrstev popisují spíše události rodinného nebo místního rázu. Významnou roli hraje i profesní příslušnost memoáristy. Patrné je to v pamětech, jejichž autoři se zaměřují výhradně na zobrazení svého profesního života. Vznikají tak například memoáry politické, divadelní, literární, školské, aj. Jiným důležitým činitelem při vzniku pamětí je vzdělání autora. Vzdělání umožňuje memoáristovi nahlížet dané skutečnosti v širších historických souvislostech. To ovšem může pro memoárový text představovat také určité riziko. Zahrne-li totiž autor do svých pamětí události, které ze svého hlediska považuje za důležité, ale které se přitom odehrály bez jeho účasti, zbavuje své vyprávění bezprostřednosti a posouvá je do oblasti historiografické literatury. Často se poukazuje na skutečnost, že mnohé memoárové texty mají blízko k odborným historickým pracím. V některých typologiích memoárové literatury jsou tyto memoáry vyčleněny jako speciální druh (paměti-historie, panoramatické paměti, apod.); v české literatuře například Paměti Václava Černého. Memoaristika a historiografie jsou ovšem vždy nahlíženy odděleně, nikoli jako prostupující se žánrové sféry.
Autoři pamětí často využívají dobových dokumentů. Na rozdíl od odborných dějepisných prací však tento materiál není hlavním pramenným zdrojem. Tím je – jako v případě jiných memoárových textů – autorova paměť. Příznačné pro tento žánr je využití zejména těch dokumentů, které autorovi pomáhají rozpomenout se na prožité události, například různé druhy deníkových zápisů, korespondence, někdy i jiná vlastní memoárová díla. Vychází-li autor z pramenů, které nezachycují prožité nebo zapamatované skutečnosti, stává se spíše kronikářem nebo historikem. Přesto se historiografické (a heuristické) postupy u memoárových děl často uplatňují. Někteří memoáristé používají dokumenty i pro ozvláštnění svého vyprávění. K tomuto účelu slouží například citáty deníkových zápisků, reprodukce obrazového materiálu, citáty z vlastních i cizích literárních děl apod.
Paměti lze v jistém smyslu považovat za přechodný útvar mezi autobiografií a dějepisným dílem, týká se to jednak tematické náplně memoárů, jednak pozice autorského subjektu v textu. Téma autobiografie je vždy dané předem, je to život určité reálné osoby, přičemž touto osobou je sám autor. Naproti tomu historik si předmět svého pojednání může libovolně vybrat. Při psaní by se měl distancovat od všech textových subjektů, nechce-li zpochybnit objektivitu svého vyprávění. Paměti oscilují mezi těmito dvěma póly. Memoárista si může zvolit, o jakých skutečnostech bude pojednávat, musí však respektovat jejich sounáležitost s časoprostorem své existence. Při vyprávění se obvykle ztotožňuje s určitou postavou, jeho pozice v textu je ovšem jiná než v autobiografii. Není totiž centrálním objektem vyprávění, nýbrž pouze jakýmsi médiem, jehož přítomnost umožňuje sledovat události, nebo jiné postavy v určitém chronotopu a popisovat je. Tato jeho funkce bývá označována jako svědek nebo pozorovatel.
Stejně jako u autobiografie je také u memoárů obtížné stanovit kritéria týkající se časového rozpětí vzpomínkového vyprávění. I autoři pamětí zachycují často jen události určitého období, nikoli celého (dosavadního) životního běhu. Časová ohraničení různého typu jsou pro memoárový narativ (v užším smyslu) dokonce svým způsobem příznačné, souvisí to s jeho obsahovou náplní. Někteří vědci tuto tendenci považují za charakteristickou vlastnost memoárů. Reprezentativním útvarem tohoto žánru jsou ovšem klasicky pojaté paměti, souvislé memoárové vyprávění zachycující události v průběhu celého autorova života.
Někdy se jako speciální druh memoárů vyčleňují vzpomínky (respektive vzpomínkové soubory, jinde též „mozaikovité paměti“), soubory drobných memoárových textů, které nevytvářejí jednotnou dějovou linii.

## Paměti v české literatuře (přehled)
- Černý, V.: Paměti
- Frič, J. V.: Paměti
- Heyduk, A.: Vzpomínky literární
- Karafiát, J.: Paměti spisovatele Broučků
- Kavalírová, A.: Paměti babičky Kavalírové
- Krásnohorská, E.: Co přinesla léta
- Krásnohorská, E.: Z mého mládí
- Mattuš, K.: Paměti
- Quis, L.: Kniha vzpomínek
- Stašek, A.: Vzpomínky
- Světlá, K.: Upomínky
- Světlá, K.: Z literárního soukromí
- Lada, J.: Kronika mého života

## Memoáromán
Ukázkou beletristické využití paměti je právě memoáromán, např.
- Pavel Kohout, Kde je zakopán pes

## Fiktivní paměti
Fiktivní (smyšlený) memoár je smyšlená vzpomínka, někdy jen vzdáleně připomínající opravdový memoár. Autoři:
- Josef Svátek, Paměti katovské rodiny Mydlářů v Praze
- Václav Erben, Paměti českého krále Jiřího z Poděbrad
- Vladimír Macura, Medikus

## Stručný přehled odborné literatury
- Bagin, A.: Pokus o charakteristiku memoárovej literatúry, Slovenská literatúra, 2, 1977, s.170-179
- Havránková, Z.: Memoárový žánr a jeho místo v literární teorii, Bulletin Ústavu ruského jazyka a literatury XI., 1967, s. 43-50
- Havránková, Z.: Příspěvek k poetice memoárů jako útvaru uměleckého, Bulletin Ústavu ruského jazyka a literatury XIII., 1969, s. 69-76
- Kusý, I.: Memoáre ako žáner, Slovenská literatúra, 4, 1972, s. 402-404
- Sobotková, M.: Autor, text, adresát v českých, polských a slovenských memoárech 17. století, Olomouc 1996
- Válek, V.: K problematice poválečné české memoárové literatury, Česká literatura, 1971, s. 452-475
- Válek, V.: K specifičnosti memoárové literatury, Brno 1984
- Válek, V.: Memoárová literatura 20. století, Brno 2000
- Válek, V.: Problematika třídění současné české memoárové literatury. In: Sborník prací Filosofické fakulty brněnské university, 1965, D12, s. 19-34